# Adrien Thilorier
Adrien (Jean, Pierre) Thilorier (né à Paris le 16 février 1790 – mort à Paris le 2 décembre 1844) est un inventeur français actif dans le domaine de la compression des gaz. Il a produit le premier procédé d'obtention de la neige carbonique en quantité industrielle. Sa carrière a inspiré à Honoré de Balzac le personnage de l'alchimiste Balthazar Claës.

## Années de jeunesse
Adrien Jean-Pierre Thilorier est le fils de l'avocat Jean-Charles Thilorier, (1756-1818), qui en 1786 assura la défense du « Comte » de Cagliostro dans l'affaire du collier de la reine. On sait que le Cardinal de Rohan avait cherché à gagner les bonnes grâces de la reine Marie-Antoinette en se portant intermédiaire dans l'achat d'un collier de pierreries ; mais les intermédiaires du cardinal étaient des acolytes qui escroquèrent le cardinal comme les joailliers. Le comte Cagliostro, accusé de fraude, fut arrêté, mais Thilorier parvint à le disculper.
Adrien Thilorier étudia certainement lui aussi le droit, mais on ne sait rien de sa formation technique ; toutefois son père Jean-Charles était féru de sciences et des arts mécaniques : il inventa une sorte de bac, le  « radeau-plongeur » et en 1800 breveta un « poêle fumivore. » Il publia un essai sur les météorites (1803), un autre sur les comètes (1812) et, à compte d'auteur, un traité scientifique complet en quatre volumes (1815).
La première mention d'une invention de Thilorier date de 1826: il s'agit d'un brevet pour une lampe à huile hydrostatique destinée aux phares. Le principe en est le suivant : à mesure que l’huile se consume, une solution de sulfate de zinc plus dense que l'huile à brûler vient gravitairement alimenter le réservoir, faisant surnager l'huile à une hauteur suffisante pour humecter la mèche.
Dès 1828, des versions concurrentes de la lampe de Thilorier étaient apparues sur le marché, et Thilorier s'indigna contre ce qu'il considérait comme de la contrefaçon, encore qu'il y eût eu des lampes hydrostatiques, brevetées par les frères Girard dès le 15 décembre 1804 et par M. Verzy le 8 mars 1810. Thilorier pria l’Académie des Sciences d'enquêter sur l'affaire, ce qu'elle fit ; toutefois Thilorier n'en tira guère satisfaction, l’Académie se bornant à observer que les lampes de Thilorier et de ses concurrents étaient certainement supérieures à celles des frères Girard. Thilorier n'en continua pas moins à breveter des versions nouvelles de sa lampe en 1828, 1832 et 1835. En 1835, Thilorier, associé au constructeur Serrurot , obtint un brevet pour une « lampe-autostatique. »  En 1837, Thilorier, associé à Serrurot et Sorel, déposa un brevet pour un appareil à chauffer les liquides exploitant leur dilatation pour amorcer un siphon entre la chaudière et le réservoir.

## Le compresseur Thilorier
Adrien Thilorier avait mis au point une machine pour comprimer les gaz, qui fut couronnée du prix Montyon (1 500 francs) pour 1829. Ce compresseur comportait trois cylindres: le plus grand, d'un diamètre de 7,5 cm, comportait un piston d'une course de 14,6 cm ; le cylindre intermédiaire avait un diamètre de  2,25 cm et son piston avait une course de 14,6 cm; le plus petit cylindre avait un diamètre de  6 mm et son piston avait une course de 24,7 cm. Le compresseur était mû par un balancier, actionné par un manège de dix hommes. Les deux plus gros cylindres étaient disposés de part et d'autre de l'axe du balancier ; le plus petit cylindre se trouvait du même côté que le cylindre intermédiaire, mais à une distance double par rapport à l'axe. À la première demi-oscillation du balancier, chaque piston comprimait le gaz ; au retour du balancier, le gaz était chassé (sans doute via une soupape de sécurité) dans le cylindre suivant. Le compresseur résistait sans difficulté à des pressions de 1 000 atm.
Thilorier apporta par la suite plusieurs améliorations à son compresseur : dans la première version, la force augmentait à mesure de l'avancement du piston, puisqu'en bout de course, la pression du gaz est maximum. Thilorier résolut le problème en introduisant un régulateur à fusée, dispositif d'horlogerie qui permet d'exercer un couple constant à mesure que le ressort d'une montre se détend et qu'il développe une force moindre. Thilorier inversa ce mécanisme, pour que la force  constante imprimée par le manège moteur exerce un couple croissant à mesure que le balancier arrivait en fin de course. Grâce à cette modification, il suffisait d'un seul homme pour actionner la machine. Thilorier modifia également le circuit de détente, et fit passer le nombre de cylindres de trois à deux. Il déposa un brevet pour son compresseur amélioré,.
Thilorier présenta son compresseur perfectionné pour le prix Montyon de 1830, et reçut une mention honorable (700 francs). Il envisagea différentes applications pour cette machine : d'abord, il crut qu'en comprimant suffisamment de l'air, on pourrait remplacer la poudre à canon ; puis il s'avisa que l'air comprimé allait permettre d'exécuter des travaux d'excavation sous eau en conditions hyperbares (comme le scaphandre à casque de Paul Lemaire d'Angerville), produire de l'eau de Seltz, permettre la filtration sous pression des huiles et sirops, actionner des machines pneumatiques, voire propulser un véhicule ou un submersible.
Thilorier remporta le prix Montyon de mécanique de 1832 (300 francs) pour sa pompe à vide hydrostatique, qui préfigure la pompe à mercure d'Hermann Sprengel (1865). Le principe est en effet le même : le mercure d'un capillaire entraîne des bulles de gaz de l'enceinte à vider.
En 1832, Thilorier est recensé comme attaché à la Direction de l'exploitation postale, et réside à Paris au no 21 de la Place Vendôme.

## Appareil pour liquéfier le gaz carbonique

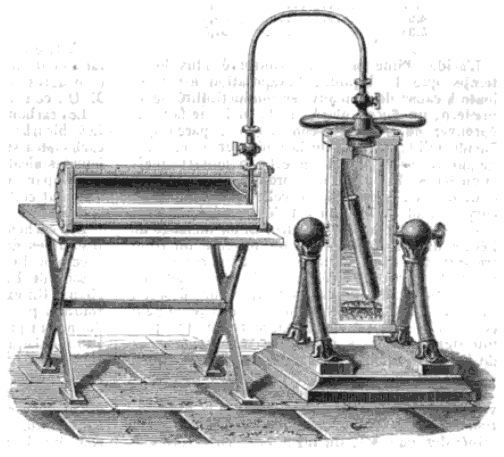
Machine à liquéfier le gaz de Thilorier, modifiée par Mareska et Donny (1845) : on distingue le générateur (à droite) et le réceptacle.

En 1834, Thilorier adressa une lettre à l’Académie des Sciences dans laquelle il décrivait des expériences avec du gaz liquéfié grâce à un appareil de son invention : « On lit une lettre de M. Thilorier sur un appareil à l'aide duquel il obtient, dit-il, par voie chimique, et en peu d'instants, un litre d'acide carbonique liquéfié. »
La machine à liquéfier de Thilorier utilisait des citernes en fonte ; mais ce métal est cassant, et peut exploser sans donner d'alarme. Ainsi, le 30 décembre 1840, Osmin Hervy, appariteur de l’École de Pharmacie, travaillait sur l'une de ces machines lorsque le cylindre explosa, lui brisant les jambes ; il mourut de gangrène après l'amputation. Aussi, pour éviter de nouveaux accidents, les fabricants remplacèrent la fonte par du fer forgé.
Dès 1845, les chimistes belges Daniel-Joseph-Benoît Mareska (1803-1858) et François-Marie-Louis Donny (1822-1896) avaient substitué au fer des tôles de cuivre scellées au plomb. Charles-Adolphe Wurtz décrit ainsi l'appareil :

« L'appareil se compose d'un générateur et d'un récipient; le générateur est une chaudière cylindrique en plomb, recouverte de cuivre rouge et renforcée par des pièces de fer forgé. La capacité de cette chaudière est de 6 à 7 litres. Le générateur est suspendu entre les deux pointes d'un support en fonte. Le récipient est formé d'un vase de plomb renfermé dans un cylindre de cuivre entouré de cercles de fer. L'ouverture du générateur + 6,3.. est fermée par un bouchon à vis, percé suivant son axe et muni d'un robinet. Le récipient porte de même une ouverture sur son arête supérieure; on engage dans cette ouverture un tube de cuivre qui descend presque jusqu'au fond du récipient et qui est muni au dehors d'un robinet. On établit la communication entre le récipient et le générateur au moyen d'un tube de cuivre. Pour produire l'acide carbonique, on introduit dans le générateur 1800 grammes de bicarbonate de soude, 4 litres 1/2 d'eau à 35° environ, et un vase cylindrique en cuivre contenant 1 kilogramme d'acide sulfurique concentré; on le place dans l'axe du générateur, on le ferme et on le fait osciller autour de son axe, de manière que l'acide coule et réagisse sur le bicarbonate; au bout de dix minutes on ouvre les robinets pour faire passer l'acide carbonique dans le récipient. L'acide distille en vertu de la différence de température qui existe entre les deux parties de l'appareil ; on procède à une nouvelle préparation d'acide carbonique qu'on fait passer de la même façon dans le récipient; en recommençant cinq ou six fois, on peut accumuler jusqu'à 2 litres de liquide. »

S'il n'était pas le premier à liquéfier un gaz (Michael Faraday l'avait réalisé dès 1823), Thilorier le fit en quantité suffisante pour pouvoir observer le comportement des gaz liquéfiés et mesurer leurs propriétés sur une grande plage de pression et de température : la densité, et surtout la forte thermo-dépendance de la dilatabilité thermique.

## Première fabrication de neige carbonique
Lors de la session du 12 octobre 1835 de l’Académie des Sciences, on donna lecture d'une lettre d'Adrien Thilorier, où il présentait une machine à produire de la neige :

« Si l'on dirige un jet d'acide carbonique dans l'intérieur d'une petite fiole de verre, elle se remplit promptement, et presque en entier, d'une matière blanche, pulvérulente, floconneuse, qui adhère fortement aux parois, et qu'on ne peut retirer qu'en brisant la bouteille. »

Le compte-rendu montre que Thilorier pensait que la compression du gaz carbonique condensait la vapeur d'eau contenue dans l'air , et était interdit devant le fait que cette neige, au lieu de fondre, se sublimait en vapeur ; il ne reconnut du gaz carbonique condensé dans cette neige, que lorsque le chimiste Thénard le lui eut expliqué, :

« M. Thénard fait remarquer que M. Thilorier n'avait pas encore imaginé, au moment de la visite des commissaires de l'Académie, que la substance blanchâtre obtenue par lui fût de l'acide carbonique solide.  Ce fait, dit-il, a été reconnu et constaté par la commission: c'est elle qui a soumis l'acide à la plupart des expériences citées par l'auteur. »

Auguste Comte fut si impressionné par les recherches de Thilorier qu'il consacra le 20e jour du neuvième mois de son calendrier positiviste au chimiste John Dalton et à Thilorier.

## Une question d'homonymie
Adrien Thilorier a signé la quasi-totalité de ses publications de la simple mention de son nom : « Thilorier » ; et ses contemporains, dans leurs écrits, évoquaient simplement les recherches et inventions de « Thilorier. » Il n'est pas jusqu'à la biographie qui lui fut consacrée, vingt ans après sa mort, qui n'entretienne l'ambiguïté. Cette situation est à l'origine de multiples confusions : par exemple, dans la biographie que Paul Thénard consacre à son père, le chimiste qui suggéra à Thilorier en 1835 que ce qu'il croyait être de la neige était du gaz carbonique congelé, une note de bas de page précise que l'inventeur était Charles-Saint-Ange Thilorier, étudiant de l'École polytechnique de la classe 1815. Cette erreur n'a été relevée qu'au début des années 1950 par un étudiant de Harvard.
Quelques années plus tard, M. Ambrière-Fargeaud, étudiant les sources d'inspiration du Balthazar Claës de Balzac, s'intéressa à la carrière d'Adrien Thilorier. Ses conclusions ont été confirmées en 2003 par J. Mertens, un historien des sciences néerlandais : les archives administratives montrent en effet que l'inventeur Thilorier ne peut être qu'Adrien Jean Pierre Thilorier. Les brevets de 1826 (pour une lampe hydrostatique) et de 1831 (pour un compresseur) précisent « Thilorier (Adrien-Jean-Pierre) de Paris »  et le Bulletin des lois du royaume de France indique que cet employé des Postes s'est vu remettre un brevet. Encore en 1835, La France industrielle signale que « Thilorier (Adrien, Jean, Pierre), détenteur d'un brevet pour une lampe hydrostatique, réside au 4 rue de Bouloi à Paris,. »